# Нелаш
Не́лаш (порт. Nelas; МФА: [ˈne.ɫɐʃ]) — муніципалітет і містечко в Португалії, в окрузі Візеу. Розташований у центрально-північній частині країни, на теренах історичної португальської провінції Бейра. Належить до Візеуської діоцезії Католицької церкви в Португалії. Права міського самоврядування має з 1140 року. Поділяється на 7 парафій. За адміністративним поділом, чинним до 1976 року, був складовою провінції Верхня Бейра. Площа муніципалітету — 125,71 км², населення муніципалітету — 14037 ос. (2011); густота населення — 111,66 осіб/км²
. Патрон — Діва Марія. Святковий день муніципалітету — 24 червня. Поштовий індекс — 3520.  Код місцевої адміністративної одиниці — 1809. Складова статистичного регіону Центр.

## Назва
- Не́лаш (порт. Nelas, стара орфографія: порт. Nellas)

## Географія
Нелаш розташований в центрі Португалії, на півдні округу Візеу.
Нелаш межує на північному сході — з муніципалітетом Мангуалде, на південному сході — з муніципалітетами Сея і Олівейра-ду-Ошпітал, на заході — з муніципалітетом Каррегал-ду-Сал, на північному заході — з муніципалітетом Візеу.

## Історія
1140 року португальський король Афонсу І надав Нелашу форал, яким визнав за поселенням статус містечка та муніципальні самоврядні права.

## Населення
| Кількість мешканців | Кількість мешканців | Кількість мешканців | Кількість мешканців | Кількість мешканців | Кількість мешканців | Кількість мешканців | Кількість мешканців | Кількість мешканців | Кількість мешканців | Кількість мешканців | Кількість мешканців | Кількість мешканців | Кількість мешканців | Кількість мешканців |
| ------------------- | ------------------- | ------------------- | ------------------- | ------------------- | ------------------- | ------------------- | ------------------- | ------------------- | ------------------- | ------------------- | ------------------- | ------------------- | ------------------- | ------------------- |
| 1864                | 1878                | 1890                | 1900                | 1911                | 1920                | 1930                | 1940                | 1950                | 1960                | 1970                | 1981                | 1991                | 2001                | 2011                |
| 11 908              | 13 056              | 13 777              | 14 145              | 13 962              | 13 953              | 14 470              | 15 642              | 16 061              | 16 504              | 14 060              | 15 069              | 14 618              | 14 283              | 14 037              |